# Max Wien
Max Wien (Königsberg, 25 dicembre 1866 – Jena, 24 febbraio 1938) è stato un fisico tedesco e direttore dell'istituto di fisica dell'università di Jena.
Negli anni tra il 1906 e 1909 inventò un generatore di onde elettromagnetiche leggermente attenuate che chiamò "Löschfunkensender" e che fu usato anche sul RMS Titanic.
Erwin Schrödinger nella sua autobiografia "Mein Leben, Meine Weltansicht" ha descritto Wien come "moderatamente antisemita".

## Oscillatore

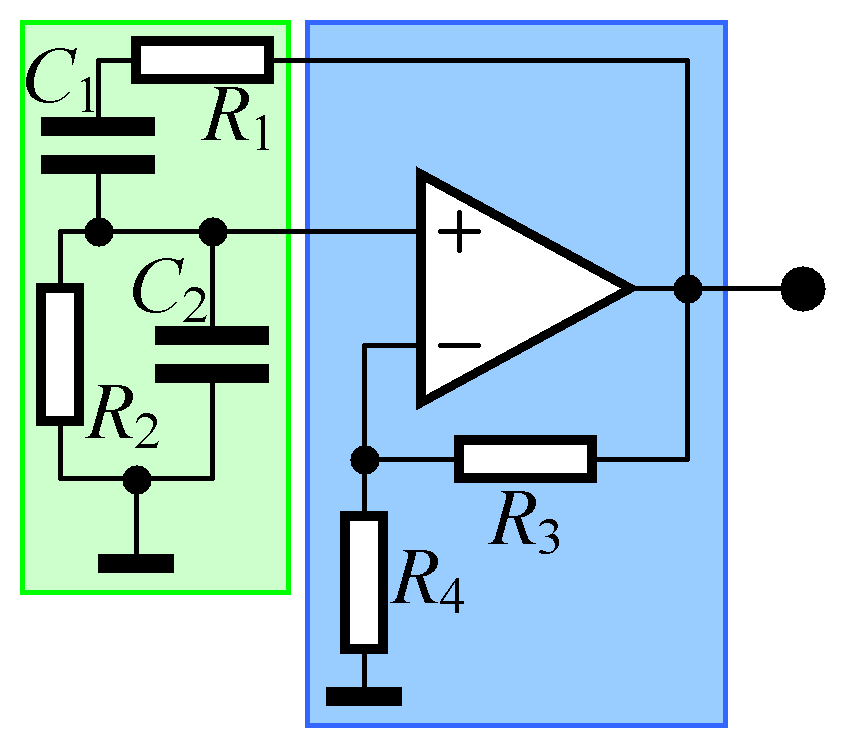
Schema di oscillatore a ponte di Wien con amplificatore operazionale

Nel 1891 ideò un oscillatore a ponte che porta tuttora il suo nome ma che non poté essere praticamente realizzato fino al 1939 da William Hewlett.
La rete a ponte è spesso usata come filtro elimina banda in sostituzione del doppio T a causa della coppia di resistenze/condensatori da variare al posto di una quaterna (con 2 elementi in serie o parallelo)